# اوسترمایتینگ
اوسترمایتینگ (به آلمانی: Ostermiething) یک منطقهٔ مسکونی در اتریش است که در برونو آم این واقع شده‌است. اوسترمایتینگ ۲۱٫۸۳ کیلومتر مربع مساحت دارد ۴۲۳ متر بالاتر از سطح دریا واقع شده‌است.